# Leucania palliseca
Leucania palliseca là một loài bướm đêm trong họ Noctuidae.